# 湯田上温泉
湯田上温泉（ゆたがみおんせん）は、新潟県南蒲原郡田上町（旧国越後国）にある温泉。
由来は、温泉のお湯と所在地である田上を合わせたものである。

## 泉質
- ナトリウム - 塩化物・硫酸塩泉

源泉温度28℃。土用の丑の日に温泉に入ると一年間健康で過ごせる、とされている。

## 温泉街
護摩堂山の山麓に温泉街が広がる。旅館は4軒存在する。

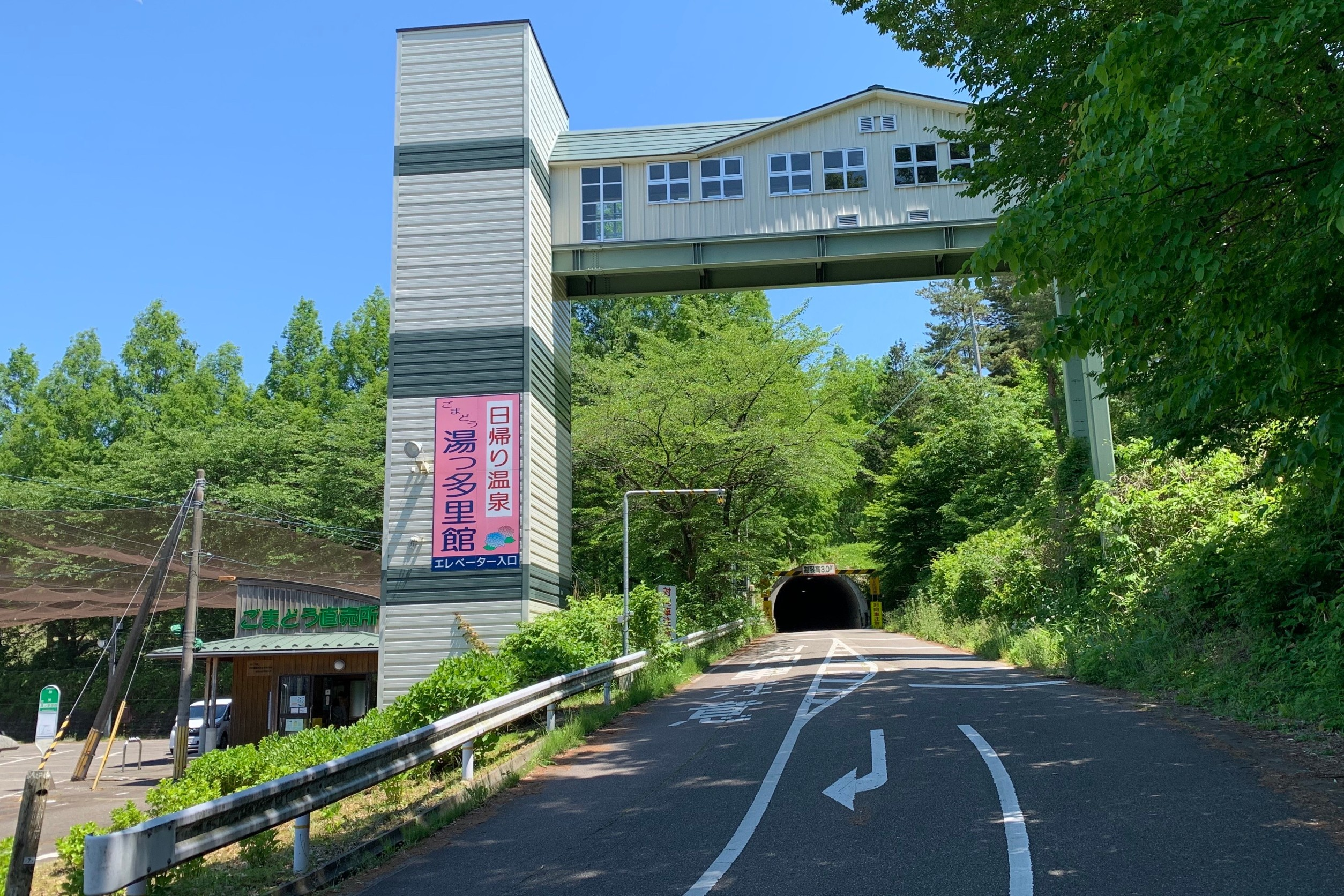
日帰り入浴施設「ごまどう湯っ多里館」入口（2020年5月）
エレベータと連絡通路を渡った先に施設がある。奥のトンネルは護摩堂山登山口駐車場に繋がる。

湯田上と丘を挟んだ北側には、温泉スタンドや日帰り入浴施設を内包する田上町多目的交流施設「ごまどう湯っ多里館」がある。町は同施設の温泉名を「田上ごまどう温泉」としており、また湯田上の温泉街にも直接接してはいないものの、この「ごまどう温泉」を含めた上で広義の「湯田上温泉」とする場合がある。

## 歴史
1738年に開湯。護摩堂山の修行僧が入浴し「薬師の湯」と呼ばれた。
文化九年(1812)以降の『諸国温泉功能鑑』に、越後国の5つ（松之山、塩沢、出湯、関の山、田上）の中に記されている。
天保十四年(1843)には、新発田藩士らによって湯治に利用されていた記録がある。
1999年に新源泉の開発が行われ、上述の「田上ごまどう温泉」として開湯した。

## アクセス
公共交通
- 信越本線田上駅よりタクシーまたは宿の送迎で約5分。